# Luder
Das Luder bezeichnet in der Jägersprache ein totes Tier, das zum Anlocken von Beutegreifern verwendet wird. Das Luder wird an einem Luderplatz ausgelegt. Inzwischen werden solche Luderplätze auch von Naturschützern angelegt, um Vögel, insbesondere Geier, Rotmilane und andere Beutegreifer zu füttern. Wild „verluderte“ oder „ist verludert“ bedeutet in der Jägersprache auch, dass es verendete.
Als Schindluder wurde früher totes oder krankes Vieh bezeichnet, das zum Abdecker (Schinder) gebracht wurde. Das Schindluder wurde in früheren Jahrhunderten auf den Schindanger geworfen und den Aasfressern (Geiern, Raben und Krähen usw.) überlassen.

## Geschichte des Worts
Das Wort lässt sich im Mittelhochdeutschen und in mitteldeutschen Dialekten als luoder oder lûder nachweisen, wo es – mal im Maskulinum, mal im Neutrum stehend – in der Falknerei eine Lockspeise für Beizvögel bezeichnet:

„ich schrai und lies mein luder laufen umbe […]
 dô begund er (der falke) keren,
 als er das luder sæhe.“

Später erweiterte sich die fachsprachliche Bedeutung hin zum Aas oder Kadaver im Bereich der Jägersprache; auf der anderen Seite wird Luder ein Synonym für Lockspeise oder -mittel im allgemeinen Sprachgebrauch, wie der folgende Vers von Fischart aus dem Flöhaz von 1573 zeigt:

„sonder beid mann und weib sich fleiszen,
 das sie uns alle schmach beweisen
mit leimruten und gprentenwein,
 und was dergleichen luder sein.“

## Weitere Wortbedeutungen
Im Deutschen Wörterbuch der Brüder Grimm werden folgende weitere Bedeutungen aufgeführt:
- ein Wort für unbrauchbare Sachen: „mit diesem Luder von einer Feder kann man nicht schreiben“[5], auch adjektivisch als verludert für verbraucht, verwahrlost, verlottert, heruntergekommen[6]
- ein Schimpfwort für „Liederliches Frauenzimmer“.

Letztere Nebenbedeutung wurde gegen Ende des 20. Jahrhunderts durch verschiedene Medien eine populäre Bezeichnung für Frauen, die durch Einsatz ihrer körperlichen Reize Aufmerksamkeit erregen, prominente Männer verführen und dadurch die eigene Karriere beschleunigen. In Komposita wie Boxenluder, Partyluder und Promiluder (vgl. auch Teppichluder) war es im Sprachgebrauch der Medien verbreitet. Luderliga wurde bei der Wahl für das Wort des Jahres 2001 auf den 7. Platz gewählt. Im Lexikon der bedrohten Wörter (Rowohlt 2005, S. 124) schrieb Bodo Mrozek:

„Das Wort Luder kann auf eine erstaunliche Begriffskarriere in den 1990er Jahren zurückblicken, als die Gazetten plötzlich einen neuen Typus Frau entdeckten, der mit Hilfe unkonventioneller Methoden die Aufmerksamkeit prominenter Personen sucht.“

Heute wird der Begriff in den Medien weniger verwendet. In der Umgangssprache gehört das Wort Luder ebenso wie „Aas“ aber mittlerweile zum allgemeinen Sprachgebrauch.